# Maria (Tuamotu)
Maria  è un atollo appartenente all'arcipelago delle Isole Tuamotu nella Polinesia francese.
Si trova nell'estremo sud-est dell'arcipelago, a circa 72 km a sud-ovest di Marutea Sud.